# LEAF Award
Los premios ABB LEAF Awards son un premio internacional de arquitectura anual. Reconoce el diseño arquitectónico innovador que establece el punto de referencia para la comunidad arquitectónica internacional de la próxima generación.
El programa de premios LEAF está dirigido por el Leading European Architects Forum (LEAF), fundado en 2001. LEAF reúne a los principales arquitectos y diseñadores internacionales que operan en Europa y más allá para compartir conocimientos, crear redes y desarrollar nuevas asociaciones.
La participación está abierta a todos los arquitectos de todo el mundo y los edificios ubicados en cualquier parte del mundo. Por ejemplo, los terminados entre enero de 2010 y mayo de 2011 son elegibles para los premios LEAF 2011.

## Categorías
Los premios LEAF 2015 constarán de las siguientes trece categorías y el ganador general:
- Edificio de uso mixto del año
- Edificio residencial del año: ocupación individual y múltiple
- Premio Internacional de Diseño de Interiores
- Edificio comercial del año
- Edificio hotelero del año
- Reforma del año
- Edificio público del año
- Mejor desarrollo sostenible
- Mejor edificio futuro
- Diseño urbano
- Mejor diseño e ingeniería de fachadas
- Promotor del año
- Logro de toda una vida del año

Los premios LEAF 2011 consistieron en las siguientes doce categorías y el ganador general:
- Edificio residencial del año (ocupación individual)
- Edificio residencial del año (ocupación múltiple)
- Edificio comercial del año
- Edificio público del año
- Edificio de uso mixto del año
- Premio Internacional de Diseño de Interiores Residenciales
- Premio Internacional de Diseño de Interiores Públicos / Comerciales
- Proyecto internacional de construcción fuera del sitio del año
- Mejor diseño estructural del año
- Arquitecto joven del año
- La mejor tecnología sostenible incorporada en un edificio
- Mejor Desarrollo Sostenible acorde con su Medio Ambiente

## Ganadores generales
| Año  | Premiado                              | País del premiado | Edificio                                               | Ubicación               |
| ---- | ------------------------------------- | ----------------- | ------------------------------------------------------ | ----------------------- |
| 2019 | Arquitectos Mozhao                    | China             | Zishe · Pabellón de plantación y terraza de plantación | Shenzhen China          |
| 2014 | Ateliers Jean Nouvel y PTW Architects | Francia Australia | One Central Park                                       | Sídney Australia        |
| 2013 | archi5                                | Francia           | Mediateca                                              | Mont-de-Marsan Francia  |
| 2012 | Arquitectos Sou Fujimoto              | Japón             | Museo y biblioteca de la Universidad de Arte Musashino | Tokio Japón             |
| 2011 | OBR Open Building Research            | Italia            | Complejo de viviendas Milanofiori                      | Génova · Italia         |
| 2010 | Boogertman + Partners y Populous      | Sudáfrica         | Estadio Nacional Soccer City                           | Johannesburgo Sudáfrica |
| 2009 | Woods Bagot                           | Australia         | Parque científico y tecnológico de Catar               | Doha Catar              |
| 2008 | Schmidt Hammer Lassen Architects      | Dinamarca         | Performers House                                       | Silkeborg Dinamarca     |
| 2007 | Skidmore, Owings and Merrill          | Estados Unidos    | Banco ARB                                              | Riad Arabia Saudita     |
| 2006 | David Chipperfield                    | Reino Unido       | Edificio Veles e Vents                                 | Valencia · España       |
| 2005 | Henning Larsen Architects             | Dinamarca         | Universidad IT de Copenhague                           | Copenhague Dinamarca    |